# Оствальдівське визрівання

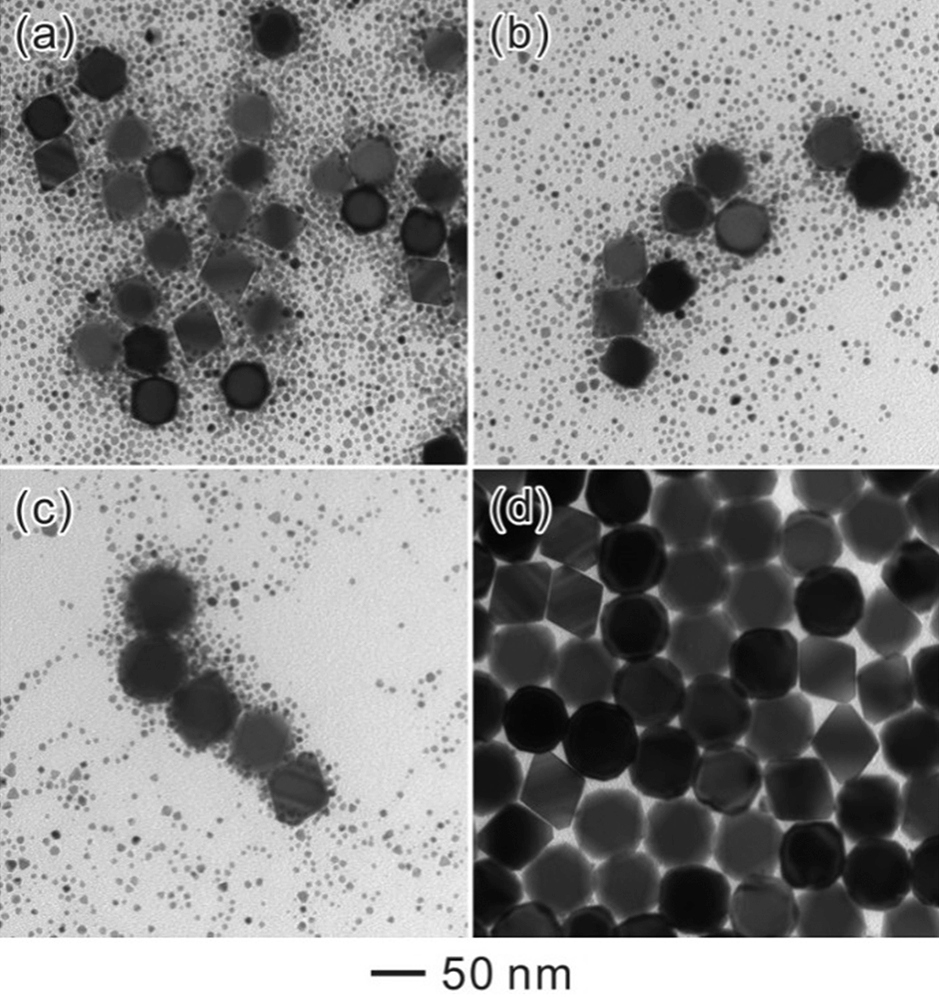
Оствальдівське визрівання наночастинок паладію, розчинених у формальдегіді через 6 (a), 24 (b), 48 (c) та 72 години (d). Маленькі частинки пожираються більшими.

Оствальдівське визрівання — явище зміни з часом неоднорідної структури твердих та колоїдних розчинів: розчинення малих кристалів та ріст великих.
Розчинення маленьких кристалів чи колоїдних частинок і відкладення розчиного матеріалу на поверхні більших кристалів чи частинок уперше описав 1896 року Вільгельм Оствальд. Оствальдове визрівання зазвичай спостерігається в емульсіях типу вода в олії, тоді як в емульсіях типу олія у воді спостерігається флокуляція.

## Механізм
Процес відбувається спонтанно і є термодинамічно зумовленим, оскільки великі частинки енергетично вигідніші, ніж малі. Це випливає з того, що на поверхні молекули втримуються слабше, ніж в об'ємі. Наприклад у кубічному кристалі усі внутрішні атоми мають 6 сусідів, і їхнє положення стабільне, але атоми на поверхні мають тільки максимум 5 сусідів, що збільшує їхню енергію.
Великі частинки енергетично вигідніше, тому що, продовжуючи приклад, в них більше атомів мають 6 сусідів і менша частина атомів перебуває на поверхні. Термодинамічна система прагне до зменшення загальної енергії, тому молекули з поверхні малих частинок (в енергетично невигідних положеннях, з меншою кількістю сусідів) відчіпляються від свої частинок (процес випаровування описується рівнянням Кельвіна) і дифундують у розчині. Як наслідок концентрація вільних молекул у розчині зростає, розчин стає перенасиченим, і вільні молекули тоді конденсують на поверхні більших частинок. Тому менші частинки стають меншими, а більші ростуть, середній розмір частинок загалом збільшується. З ходом часу усі молекули збираються в одну велику, в якій площа поверхні буде найменшою.

### Теорія Ліфшиця—Сльозова—Вагнера
Історія дослідження та кількісного опису освальдівського визрівання довга. 1958 року Ліфшиц та Сльозов теоретично розглянули визрівання в тому разі, коли найповільнішим процесом є дифузія. Вони почали з росту однієї частинки в перенасиченому розчині. Їхнє рівняння дозволяє знайти границю між зменшенням малих частинок та ростом великих. Теорія передбачає, що ріст середнього радіуса частинок R задовольняє рівнянню:
{\displaystyle \langle R\rangle ^{3}-\langle R\rangle _{0}^{3}={\frac {8\gamma c_{\infty }v^{2}D}{9R_{g}T}}t}
де {\displaystyle \langle R\rangle } — середній радіус частинки, {\displaystyle \gamma } — поверхнева енергія, {\displaystyle c_{\infty }} — розчинність матеріалу частинки, {\displaystyle v} — молярний об'єм цього матеріалу, {\displaystyle D} — коефіцієнт дифузії, {\displaystyle R_{g}} — універсальна газова стала, {\displaystyle T} — абсолютна температура, {\displaystyle t} — час.
Величина ⟨R⟩3 відрізняється від ⟨R3⟩, а для обчислення середнього об'єму використовується друга з них. Твердження про зростання R як t1/3 відноситься лише до випадку, коли ⟨R⟩0 дорівнює нулю, але оскільки нуклеація — зовсім інший процес, знаходження ⟨R⟩0 виходить за межі теорії. Коли значення ⟨R⟩0 не важливе, один підхід, в якому зберігаються усі члени, полягає в тому, щоб узяти похідну від цього рівняння, при якій ⟨R⟩0 та t зникають.
Теорія Ліфшиця-Сльозова дозволяє розрахувати розподіл частинок за розмірами f(R, t). Для зручності в наступній формулі радіус розділено на середній, і використовується нова змінна {\displaystyle \rho =R/\langle R\rangle }
{\displaystyle f(R,t)={\frac {4}{9}}\rho ^{2}\left({\frac {3}{3+\rho }}\right)^{\frac {7}{3}}\left({\frac {1.5}{1.5-\rho }}\right)^{\frac {11}{3}}\exp \left(-{\frac {1.5}{1.5-\rho }}\right),\rho <1.5}
Через три роки після російської публікації Лівшицяч та Сльозова свою теорію оствальдового визрівання побудував Карл Вагнер. Він дослідив як системи, в яких дифузія повільна, так і системи, в яких найповільнішим процесом є випаровування та приставання частинок. Попри різницю в деталях для систем із повільною дифузією Вагнер отримав ті ж вирази, що й Ліфшиць та Сльозов. Повторне виведенн довго залишалося непоміченим через публікації по різні боки залізної завіси. У 1975-му Кальвайт визнав теорії одинаковими і об'єднав їх під загальною назвою теорія Ліфшиця — Сльозова — Вагнера. Численні експерименти підтвердили те, що ця теорія надійна і точна. Вона дає задовільний кількісний опис початкових стадій росту навіть для деяких систем зі спінодальним розпадом.
У випадку, коли процеси приєднання молекул до частинки та відлипання від неї повільніші, ніж дифузія, швидкість росту має вигляд
{\displaystyle \langle R\rangle ^{2}={\frac {64\gamma c_{\infty }v^{2}k_{s}}{81R_{g}T}}t,}
де ks — константа реакції приєднання з розмірністю довжина на час. Оскільки середній радіус зазвичай є величиною, що безпосередньо вимірюється, жлалдв просто розрізнити випадки повільної дифузії та повільного приєднання. Якщо експериментальні дані не відповідають жодному з рівнянь, у системі ймовірно відбуваються інші зміни, не пов'язані з освальдовим визріванням.
Хоча теорія Ліфшиця — Сльозова — Вагнера початково стосувалася твердих частинок у рідині, оствальдове визрівання спостерігається також у системах двох рідин, наприклад, в процесі емульсійної полімеризації в системі олія у воді. У цьому випадку визрівання є причиною дифузії мономерів із менших крапельок до більших, де вони розчиняються краще. Швидкість цього дифузійного процесу визначається розчинністю мономерів у неперервній фазі емульсії, тобо у воді. Це може дестабілізувати емульсію (наприклад, щодо процесів спливання та випадання в осад).

## Окремі приклади

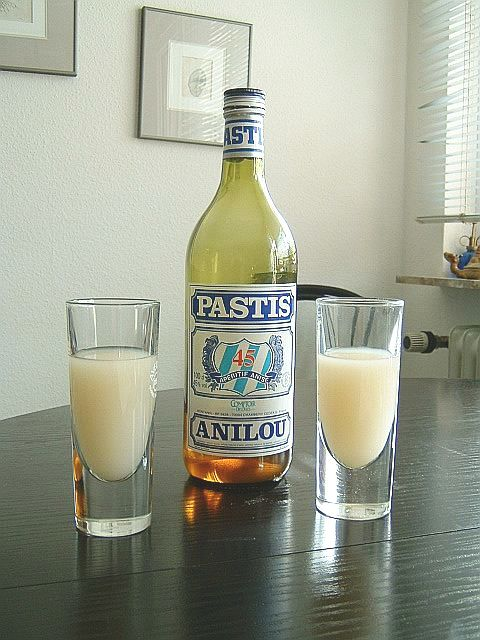
Олійні крапельки в пастисі, коли до нього доливають води, ростуть оствальдівським визріванням.

Одним із прикладів оствальдового визрівання в повсякденному житті є зміни, що відбуваються в морозиві — рекристалізація води, яка надає старому морозиву хрмукої текстури.
Інший приклад із гастрономії — ефект узо, явище, коли крапельки олії в узо утворюють каламутну мікроемульсію.
У геології оствальдове визрівання є причиною огрубіння текструи, старіння та ріст фенокристів в суцільній породі при температурі нижче солідуса. Йому часто приписують утворення ортоклази мегакристів альтернативно до фізичного процесу росту кристалів із зародків та термодинамічне обмеження швидкості росту.
У хімії цим терміном називають ріст більших кристалів за рахунок менших, але з більшою розчинністю. У цьому процесі багато маленьких кристалів, утворених спочатку, зникають, а залишаються лише кілька великих, що продовжують зростати. Менші кристали постачають будівельний матеріал для більших. Обмежене оствальдове дозрівання є важливою складовою сучасної технології утворення квантових точок у розчині. Оствальдове дозрівання є також ключовим у преципітації та розчиненні преципітатів, що становить важливий крок при гравіметричному аналізі. Утворені преципітати є здебільшого чистіші, їх легше мити та фільтрувати.
Оствальдове визрівання проходить також в емульсіях, в яких молекули дифундують від менших крапель до більших через неперервну фазу. Коли бажано отримати мініемульсію, можна додати дуже гідрофобну сполуку, що зупинить процес.